# Phillip Griffiths
Phillip Griffiths (n. 1938) es un matemático estadounidense conocido por su trabajo en el campo de la geometría, y en particular por la Variable compleja para el enfoque de geometría algebraica. Fue un importante promotor en particular de la Estructura de Hodge en la Teoría de Hodge y la Teoría de Moduli.
Recibió su Ph.D. de la Universidad de Princeton en 1962 trabajando bajo Donald Spencer y desde enteonces ha estado en Berkeley (1962-1967), Princeton (1967-1972), Universidad de Harvard (1972-1983), Universidad Duke (1983-1991), y en el Instituto de Estudios Avanzados de Princeton (1991 hasta el presente), donde fue director hasta 2003. Ha publicado libros sobre geometría algebraica, geometría diferencial, teoría de funciones geométricas, y la geometría de las ecuaciones diferenciales parciales.
En 2008 fue galardonado con el Premio Wolf (junto con Pierre Deligne y Mumford).
Es coautor, con Joe Harris, de Principles of Algebraic Geometry, un conocido libro de texto en geometría algebraica compleja.